# Josh Groban
Joshua Winslow Groban (27. února 1981) je americký zpěvák a autor písní, nominovaný na cenu Grammy a známý díky svému vyzrálému a lyrickému barytonu. Svou kariéru soustředí zejména na koncertní zpěv a nahrávání, ačkoli prohlásil, že je jeho přáním věnovat se v budoucnu muzikálu.

## Život
Josh Groban se narodil v Los Angeles židovskému otci a matce s norskými kořeny. Jeho otec později konvertoval ke křesťanství. Má bratra Christophera, který se narodil v ten samý den jako Josh, pouze o čtyři roky později.
Groban debutoval jako zpěvák v sedmé třídě, ale pak toho na pár let zanechal. „Líbily se mi umělecké vyhlídky, ale mé školní známky kolísaly. Necítil jsem, že bych dostával dost tvůrčích nápadů. Tak jsem odešel na Bridges Academy, abych si známky vylepšil na jedničky.“ Na Bridges Academy Groban navštěvoval od 9 do 13 hod klasickou třídu a potom ještě divadelní třídu. Také se učil hrát na píšťalu a na kazoo.
V letech 1997 a 1998 navštěvoval Groban Interlochen Arts Camp, specializující se na muzikál, ve stejné době začal mimo školu také brát hlasové hodiny. „Začal jsem bokem brát hodiny hudby. Líbil se mi muzikál. Měl jsem docela dobrý baryton, a tak jsem začal hrát a zpívat ve školních představeních.
Koncem roku 1998 byl sedmnáctiletý Groban představen držiteli Grammy, producentu Davidu Fosterovi. Groban pracoval pro Fostera jako zpěvák při různých významných událostech, včetně večera udílení cen Grammy 1999 – kde, jako záskok za Andreu Bocelliho, zazpíval Fosterovu skladbu „The Prayer“ společně s Celine Dion – a v lednu 1999 na inauguraci Graye Davise na kalifornského guvernéra.
Groban také navštěvoval losangeleskou County High School for the Arts, specializující se na divadlo, a absolvoval ji v roce 1999. Poté navštěvoval Univerzitu Carnegie Mellon v Pittsburghu, kde studoval drama.

## Kariéra
Groban opustil Carnegie Mellon už po čtyřech měsících v prvním semestru, kdy dostal nabídku na kontrakt u Warner Bros Record přes Fosterovo vydavatelství 143 Records. S ohledem na Grobanův zpěv Foster prohlásil: „Líbí se mi jeho přirozený talent v oblasti rocku a popu, ale mnohem radši mám jeho smysl pro klasiku. Má opravdovou hudební moc, se kterou je třeba počítat.“ Z toho důvodu a pod Fosterovým vlivem je Grobanovo první album se skladbami jako „Gira Con Me“ a „Alla Luce Del Sole“ zaměřeno více na vážnou hudbu.

### 2001
Krátce poté, co si ho pod svá křídla vzal Foster, se Groban objevil na turné „La Luna“ Sarah Brightmanové, se kterou zazpíval píseň „There For Me“ a objevil se i na jejím koncertním DVD „La Luna“. Jeho debutovou nahrávkou se stala píseň „For Always“ s Larou Fabian na soundtracku k filmu A.I. Umělá inteligence (2001). Groban se také angažoval v mnoha benefičních událostech. Na akci pořádané Andrém Agassim pro děti (The Andre Agassi Grand Slam Event for Children) zazpíval po boku takových hvězd, jako je Elton John, Stevie Wonder, Don Henley a Robin Williams. Zúčastnil se akce nadace Muhammada Aliho (Muhammad Ali's Fight Night Fondation), která vzdala poctu Michaelovi J. Foxovi a dalším (jak Muhammad Ali, tak M. J. Fox onemocněli Parkinsonovou nemocí), „Rodinné slavnosti“, spolupořádané prezidentem Billem Clintonem a jeho ženou Hillary Clintonovou a Davidem E. Kelleym a jeho manželkou Michelle Pfeifferovou, a akce Michaela Milkena (Michael Milken's CapCure Event), která získává prostředky pro výzkum rakoviny.
V roce 2001 si Groban zahrál v seriálu Ally McBeal, kde ztvárnil roli Malcolma Wyatta a zazpíval zde píseň „You're Still You“. Roli v seriálu vytvořil Grobanovi na tělo tvůrce seriálu David E. Kelley, na kterého udělal dojem Grobanův výkon právě na výše zmíněné „Rodinné slavnosti“ a reakce publika na jeho zpěv. Postava Malcolma Wyatta se stala natolik populární (přišlo na ni 8 000 mailů od fanoušků seriálu), že se Groban do seriálu vrátil ještě jednou v další sezóně, tentokrát s písní „To Where You Are“. Zpěvákovo debutové album JOSH GROBAN se na pultech objevilo 20. listopadu 2001. Během následujícího roku se stalo ze zlatého dvouplatinovým.

### 2002
24. února 2002 zazpíval Groban spolu s Charlotte Church píseň „The Prayer“ na závěrečném ceremoniálu Zimních olympijských her a do listopadu měl své první DVD - JOSH GROBAN IN CONCERT (2002). V prosinci téhož roku účinkoval na koncertu Nobelovy ceny míru v norském Oslo, kde zazpíval „To Where You Are“ a „The Prayer“ v duetu se Sissel Kyrkjebø . Později se připojil ke skupině The Corrs,Ronanu Keatingovi, Stingovi, Lionelu Richiemu a dalším umělcům na vánočním koncertu ve Vatikánu. V roce 2003 se pak objevil na koncertě ke Světovému dni dětí pořádaném Davidem Fosterem, kde opět zazpíval „The Prayer“, tentokrát s Celine Dion, a závěrečnou píseň „Aren't They All Our Children“ s umělci jako Yolanda Adams, Nick Carter, Enrique Iglesias a Celine Dion.

### 2003
Grobanovo druhé, Fosterem produkované album CLOSER, se objevilo na pultech 11. listopadu 2003. Groban prohlásil, že věří, že jeho druhé album lépe odráží jeho osobu a že posluchači budou schopni získat z jeho poslechu o jeho osobě lepší představu. „Všechno, co o mně lidé vědí, vědí skrze mou hudbu. Tentokrát jsem se pokusil otevřít dveře k mé osobě co možná nejvíc. Tyhle písně jsou obrovským krokem k tomu, kým opravdu jsem, a k tomu, o čem je celá moje muzika. Z toho důvodu i název CLOSER (Blíž).“
Dva měsíce poté, co CLOSER vyšlo, dostalo se v žebříčku prodejnosti z jedenácté pozice na první místo. Dalším Grobanovým počinem byla píseň „Remember“ (s Tanjou Tzarovskou) na soundtracku k filmu Trója, píseň „Believe“ na soundtracku k animovanému filmu Polární expres z roku 2004 a předělávka songu „My December“ od Linkin Park.

### 2004
V létě roku 2004 se Groban vrátil do Interlochenu, kde se představil místním usedlíkům a kempařům a mluvil zde také o svých zkušenostech mladého zpěváka. 30. listopadu 2004 se na pultech objevilo jeho druhé DVD - LIVE AT THE GREEK. V témže roce Groban také zazpíval píseň „Remember When It Rained'“ za doprovodu celého orchestru na Amerických hudebních cenách, kde byl nominován na cenu pro nejlepšího zpěváka v kategorii popová hudba. Groban a jeho nahrávky byly v roce 2004 nominovány na víc než tucet cen, včetně Americké hudební ceny, Světové hudební ceny, Oscara a Grammy.
Groban se dále objevil v pořadech jako The Oprah Winfrey Show, Ellen Degeneres Show, Jay Leno, Larry King Live, The Rosie O'Donnell Show, 20/20, The Today Show, na 38. ročníku Super Bowl, na Walt Disneyho vánoční oslavě a na rozsvěcení vánočního stromu.

### 2006
Během prvního týdne v září roku 2006 si exklusivně na AOL mohli fanoušci poprvé poslechnout Grobanův poslední singl „You Are Loved (Don't Give Up)“ z jeho třetího studiového alba AWAKE, které se na pultech objevilo oficiálně 7. listopadu 2006. Josh Groban představil tuto píseň, stejně jako další dvě skladby z alba „AWAKE“, na vystoupení pro „Live From Abbey Road“ ve studiích Abbey Road 26. října 2006. Na tomto albu spolupracoval Groban také s britskou hudebnicí a skladatelkou písní Imogen Heap, konkrétně na písni „Now Or Never“. Dvě skladby připravil ve spolupráci s jihoafrickou skupinou Ladysmith Black Mambazo, konkrétně „Lullaby“ a „Weeping“, obě dvě mají silné africké vlivy. Ve druhé jmenované vystupuje také další slavný africký umělec, Vusi Mahlasela. Groban se svým světovým turné AWAKE navštívil mezi únorem a srpnem 2007 71 měst, v září s ním vyrazil do Austrálie a v říjnu na Filipíny společně se speciálním hostem Lani Misaluchou. Nazpíval duet s Barbrou Streisand („All I Know Of Love“) a v roce 2007 také duet s Mireille Mathieu („Over the Rainbow“). Projevil zájem představit se jednou na Broadwayi.

### 2007
V červnu 2007 strávil Josh několik týdnů v Londýně, kde nahrával s Londýnskou filharmonií a africkým dětským sborem vánoční album. Vyšlo 9. října 2007 a jmenuje se NOËL. Album bylo velmi úspěšné ve Spojených státech, překonalo jako vánoční album několik rekordů a stalo se nejprodávanějším albem roku 2007 již v desátém týdnu po svém vydání, prodalo se ho 3,6 milionů kusů.

### 2008
10. února 2008 vystoupil Josh na cenách Grammy, kde společně s Andreou Bocellim zazpívali a vzdali hold Lucianu Pavarottimu.
V květnu 2008 se na pultech objevilo CD + DVD AWAKE: LIVE. Koncert se natáčel 28. srpna 2007 v Salt Lake City v Utahu jako vzpomínka na první Joshovo vystoupení (závěrečný ceremoniál OH 2002), které se ve stejném městě konalo před lety.
12. a 13. května 2008 vystoupil Josh Groban v londýnské Royal Albert Hall v muzikálu Šachy jako ruský šachista Anatolij Sergejevskij.
V roce 2008 byl Josh za své CD NOËL nominován na cenu JUNO za mezinárodní album roku. Ve spolupráci s francouzskou chansonovou legendou Charlesem Aznavourem, natáčel Aznavourovu autorskou píseň La Boheme jako duet v angličtině a francouzštině, měla by se objevit na Aznavourově dalším albu nazvaném Duety.
27. června 2008 se Josh Groban objevil jako jeden z účinkujících na koncertu 46664, který se konal v Londýně u příležitosti nadcházejících 90. narozenin bývalého jihoafrického prezidenta Nelsona Mandely. Zazpíval dvě písně z alba AWAKE - "Weeping" a "Machine".

### 2009
V lednu tohoto roku se mu dostalo té cti, že mohl zazpívat na inauguraci prezidenta Baracka Obamy společně se zpěvačkou Heather Headley píseň My Country 'Tis of Thee. Do Washingtonu se vrátil i v březnu na akci s názvem Art Advocacy Day, kde obhajoval důležitost umění a uměleckého vzdělání v našem životě. (Pro zájemce je přepis tohoto proslovu uveden na jeho českých oficiálních stránkách.)
V červnu vychází jeho DVD An Evening in New York City, záznam koncertu z února roku 2008, který proběhl v mnohem komornějším prostředí, než jak je vidět na DVD Awake Live. V tomto měsíci se i po dlouhém váhání připojil ke komunikační síti twitter a pravděpodobně nejdůležitějším dnem bylo 19., kdy byl jako nejmladší člen uveden do síně slávy v Hollywood Bowl.
V červenci se opět zúčastnil koncertu k oslavě narozenin Nelsona Mandely, který se tentokrát konal v New Yorku. Josh zde vystoupil s písní Changing Colours, Weeping, kde ho doprovodil Vusi Mahlasela a závěrem přidal i You raise me up, kterou zazpíval společně s americkou ikonou Arethou Franklin
Během prázdnin vychází na DVD i záznam muzikálu Chess In Concert z londýnské Royal Albert Hall.
Během září vycházejí alba umělcům, kde na seznamu přizvaných hostů můžeme vidět i jméno Joshe Grobana. Nejprve to bylo album Nelly Furtado Mi Plan a song Silencio, následně pak jeden z nejlepších amerických houslistů Joshua Bell vydal své album At home with friends, kde můžeme porovnat v rozdílu téměř 7 let Grobanovu interpretaci Cinema Paradiso s verzí vydanou na jeho prvním albu Josh Groban.
V říjnu se objevuje jako rok předešlý na charitativní akci OnexOne.
V listopadu je rozluštěn jeho záhadný vzkaz na twitteru z počátku podzimu ohledně tajemných fotek, když časopis People nechá odhalit krátké video z focení pro svoje nové vydání obsahující žebříček nejvíce sexy mužů planety, kde nechybí právě Josh Groban.
Sám Josh Groban ohodnotil tento rok ve svém video-blogu jako rokem změn. Během roku změnil svého manažera, když se rozešel s Brianem Avnetem a svěřil se pod křídla Irvinga Azoffa. Nejvíce možná fanoušky překvapilo zjištění, že album, na kterém během roku tvrdě pracoval, neprodukuje již David Foster, ale Rick Rubin. Vzhledem k osobnosti Joshe Grobana si mohou být ale všichni jisti, že všichni zůstávají i nadále přáteli a nerozešli se navždy.

## Grobanites
Grobanites jsou skupina nejradikálnějších a nejvěrnějších Joshových fanoušků. Pocházejí z celého světa, jsou to muži i ženy všech věkových skupin. Samozřejmě většinou Grobanitů představují ženy.

## Charita
Pod vedením svého mentora Davida Fostera se Groban představil na řadě charitativních akcí, např. na VH 1 Save the Music (Zachraňte hudbu, 2005), Tsunami Aid: A Concert of Hope (pomoc obětem tsunami: Koncert naděje, 2005), Fifth Adopt-A-Annual Minefield Concert (2005), 2nd Annual Grammy Jam (2005), Live 8 (2005), The Heart Foundation Gala (2005) a David Foster and Friends Charity Gala (2006). Inspirován návštěvou Jižní Afriky v roce 2004 s Nelsonem Mandelou založil Nadaci Joshe Grobana, která má pomáhat dětem v nouzi se vzděláním, zdravotní péčí a uměním. Mandela jmenoval Joshe oficiálním velvyslancem svého projektu 46664, kampaně na pomoc zvýšení celosvětového povědomí o nemoci HIV/AIDS v Africe. 25. dubna 2007 Josh vystoupil v jednom díle Amerického idolu (americká podoba Superstar) spolu s africkým dětským sborem. 2. září 2007 věnoval Josh Groban škole Charlotte-Mecklenburg Schools na fond hudebního vzdělání 150 000 USD.
U příležitosti Joshových 27. narozenin jeho věrní fanoušci prohlásili, že na projekt nazvaný „Raise 27“ vyberou 27 000 USD. Celková suma nakonec činila celkem 44 227 USD, výtěžek věnovala Nadace Joshe Grobana dětskému sirotčinci Siyawela v Jižní Africe. Josh prohlásil, že to pro něj za celý život byl nejkrásnější narozeninový dárek.

## Vlivy a osobní detaily
Grobanova hudba je v některých případech ovlivněna hudbou Radiohead, Paula Simona, Stinga, Petera Gabriela a Björk. Sám Josh říká, že může, co se hudby týče, vzhlížet ke komukoli, kdo překračuje hranice a vyleze z ulity. Pokud jde o hlasové vlivy, ovlivní ho kdokoli, kdo svými písněmi vypráví příběhy, včetně Mandyho Patinkina, Klause Nomi, George Hearna a Luciana Pavarottiho.
V současné době žije v Los Angeles.
Je svobodný, v letech 2003 – 2006 byla jeho přítelkyní zpěvačka a herečka January Jones. V létě 2006 se rozešli, ale zůstali přáteli.

## Diskografie
- Josh Groban - 2001

1. "Alla Luce del Sole" (Maurizio Fabrizio, Guido Morra) – 4:18
2. "Gira con Me" (Lucio Quarantotto, David Foster, Walter Afanasieff) – 4:42
3. "You're Still You" (Linda Thompson, Ennio Morricone) – 3:40
4. "Cinema Paradiso" (Se) (E. Morricone, Andrea Morricone, Alessio de Sensi) – 3:25
5. "To Where You Are" (Richard Marx, L. Thompson) – 3:53
6. "Alejáte" (Albert Hammond, Marti Sharron) – 4:50
7. "Canto Alla Vita" (featuring The Corrs) (Cheope, Antonio Galbiati, Giuseppe Dettori) – 4:16
8. "Let Me Fall" (z Cirque du Soleil) (James Corcoran, Jutras Benoit) – 4:12
9. "Vincent" (Starry, Starry Night) (Don McLean) – 4:39
10. "Un Amore per Sempre" (W. Afanasieff, Marco Marinangeli) – 4:26
11. "Home to Stay" (Amy Foster-Skylark, Jeremy Lubbock) – 4:33
12. "Jesu, Joy of Man's Desiring" (featuring Lili Haydn) (J.S. Bach) – 5:01
13. "The Prayer" (společně s Charlotte Church) (Carole Bayer Sager, D. Foster) – 4:25

- Josh Groban In Concert - 2002

- Closer - 2003

1. "Oceano" (Leo Z, Andrea Sandri, Mauro Malavasi) (produkce: David Foster, Leo Z, and Malavasi) – 4:03
2. "My Confession" (Richard Page) – 4:56
3. "Mi Mancherai (Il Postino)" (featuring Joshua Bell) (Luis Enrique Bacalov, Marco Marinangeli) – 6:04
4. "Si Volvieras a Mi" (Klaus Derendorf, Mark Portmann, Claudia Brant) – 4:19
5. "When You Say You Love Me" (Mark Hammond, Robin Scoffield) – 4:32
6. "Per Te" (Marinangeli, Walter Afanasieff, Josh Groban) (produkce: Afanasieff) – 4:16
7. "All'improvviso Amore" (Foster, Paul Schwartz, Frank Musker, Kaballa) – 3:38
8. "Broken Vow" (Walter Afanasieff, Lara Fabian) – 4:34
9. "Caruso" (Lucio Dalla) – 5:07
10. "Remember When it Rained" (Groban, Eric Mouquet) (produkce: Mouquet) – 4:41
11. "Hymne à L'amour" (Edith Gassion, Marguerite Monnot, Geoffrey Parsons) – 4:04
12. "You Raise Me Up" (Brendan Graham, Rolf Lovland) – 4:50
13. "Never Let Go" (featuring Deep Forest) (Produced by Mouquet) – 3:52

limitovaná edice
14. "Mi Morena" 4:39
15. "She's Out of My Life" (Tom Bahler) 3:46
16. "You're the Only Place" 4:55
17. "My December" (Mike Shinoda) 5:02
- Live at the Greek - 2004

- Awake - 2006

1. "Mai" (Leo Z./Andrew Sandri/Marco Marinangeli)
2. "You Are Loved (Don't Give Up)" (Thomas Salter)
3. "Un Dia Llegara" (Oksana Grigorieva/Claudia Brant)
4. "February Song" (Josh Groban/Marius de Vries/John Ondrasik)
5. "L'Ultima Notte" (Marinangeli)
6. "So She Dances" (Asher Lenz/Adam Crossley)
7. "In Her Eyes" (Michael Hunter Ochs/Jeff Cohen/Andy Selby)
8. "Solo Por Ti" (Mark Hammond/Marinangeli)
9. "Now Or Never" (Groban/Imogen Heap)
10. "Un Giorno Per Noi" (Nino Rota/Lawrence Kusik/Edward A. Snyder/Alfredo Rapetti)
11. "Lullaby" (featuring Ladysmith Black Mambazo) (Groban/Dave Matthews/Jochem Van Der Saag)
12. "Weeping" (featuring Ladysmith Black Mambazo a Vusi Mahlasela) (Dan Heymann)
13. "Machine" (featuring Herbie Hancock) (Groban/Eric Mouquet/Dave Bassett)

limitovaná edice dostupná jen na internetu www.joshgroban.com přes Friends of Josh Groban Official Fan Club
14 "Verita"
15 "Awake"
16 "Smile"
- A Collection - 2008

výběr toho "nejlepšího" z předešlých alb

+ Anthem (živý záznam z jeho vystoupení v muzikálu Chess in Concert)

+ Weeping (živý záznam z vystoupení na koncertě k 90. narozeninám Nelsona Mandely v Londýně)
- An Evening In New York City - 2009
- Illuminations - 2010